# Associação Atlética Neurologia Ativa
A Associação Atlética Neurologia Ativa é uma equipe de voleibol masculino da cidade de Goiânia, Goiás. Em 2024 foi vice-campeã da  Superliga Brasileira de Voleibol Masculino - Série B e disputará a temporada 2024/25 da Superliga - Série A. A partir da temporada 2024/2025 a equipe mandará seus jogos no Ginásio Rio Vermelho, em Goiânia.

## Principais resultados
Superliga
| Temporada        | Colocação    |
| ---------------- | ------------ |
| Superliga C 2020 | Vice-Campeão |
| Superliga C 2021 | Vice-Campeão |
| Superliga C 2022 | Campeão      |
| Superliga B 2023 | 4º           |
| Superliga B 2024 | Vice-campeão |

## Elenco Atual
Elenco do Neurologia Ativa para a temporada 2024/2025: